# 王瑛 (樂浪侯)
樂浪侯王瑛（낙랑후 왕영，1042年—1111年），高麗追尊君主靖簡大王王基第三子。

## 生平
王瑛為王璡及王琚之弟。在靖宗九年（1042年）出生，後來娶了文宗的女兒保寧宮主，冊封為樂浪伯（韓語：낙랑백），同時為守司徒（韓語：수사도）。獻宗時拜為開府儀同三司，並昇為樂浪侯；後在肅宗時再加封輸忠功臣、為守太尉，賜食邑二千戶（實封三百戶）。
睿宗七年（1111年）他同年去世，年七十歲，諡號敬安（경안），兒子承化伯王禎娶了肅宗王顒的女兒興壽宮主；而六世孫承化侯王溫則曾被擁立為高麗國王。

## 家族
- 長子：承化伯 王禎
- 長媳：興壽宮主，高麗肅宗次女。
  - 孫：王梓
  - 孫：漢南伯 王杞，尚高麗睿宗女承德公主。
- 子：王禔

## 附註
1. ↑  高麗史列傳第三卷稱保寧宮主為靖宗女有誤，應為文宗與仁睿太后李氏之女。